# Johann Heinrich Zang
Johann Heinrich Zang   (Zella-Mehlis, 15 d'abril de 1733 - Würzburg, 18 d'agost de 1811) va ser un cantor a Mainstockheim prop de Kitzingen durant més de 50 anys.

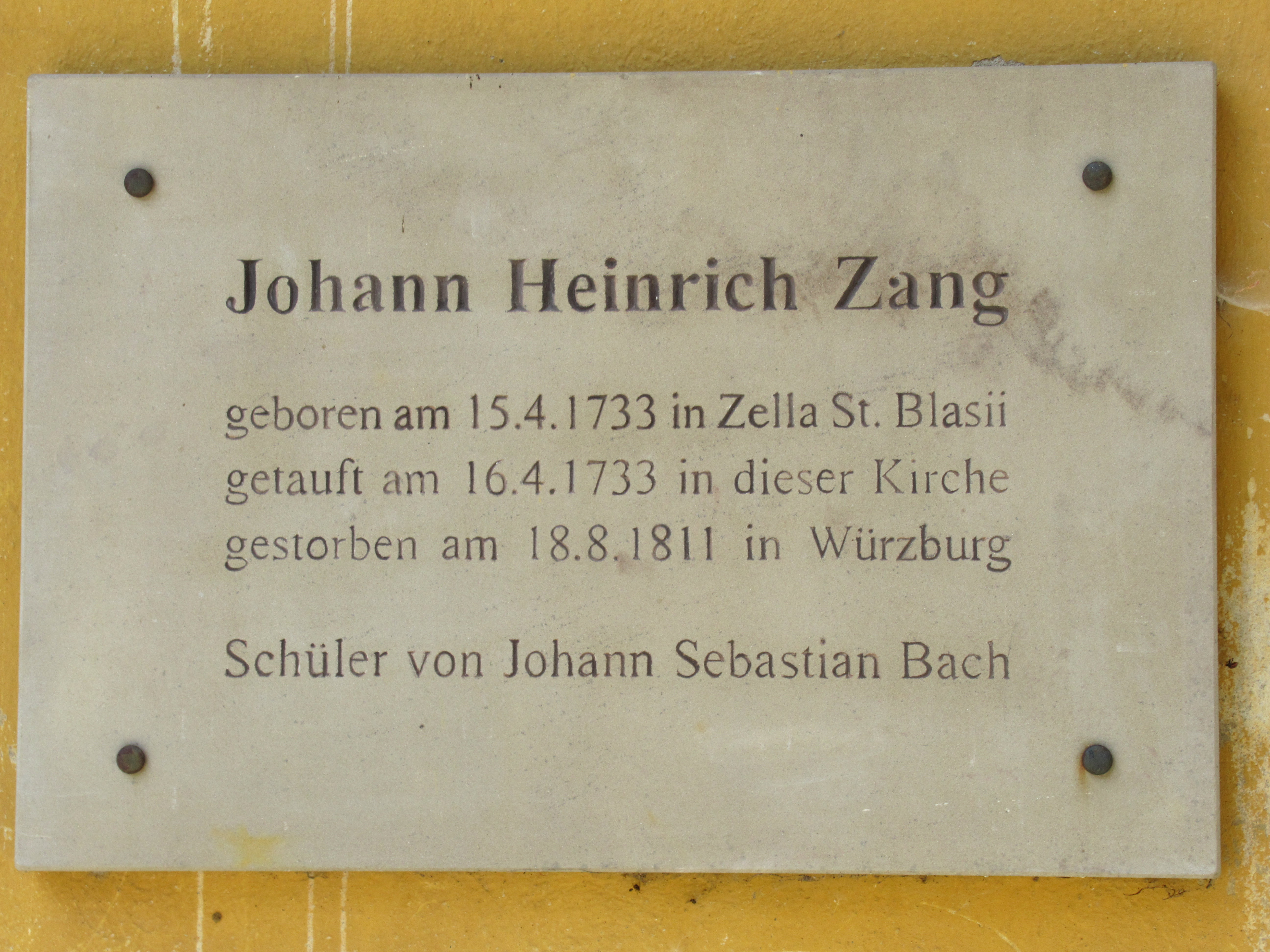
Placa, Zella-Mehlis

Durant aquest temps va compondre dues cantates completes. Set d'aquestes cantates encara es conserven i es troben en possessió de la Biblioteca de l'Estat de Baviera. Va publicar una cal·ligrafia, diversos llibres d'artesania (The Perfect Organ Maker i The Perfect Büttner o Cooper) i va deixar algunes pintures musicals.
Com a fill del mestre curtidor Joh Georg Zang a Zella-St. Nascut a Blasii, Zang va aprendre llengües llatí i grec a casa. El seu talent artístic ja era evident durant els seus dies escolars, per la qual cosa es va traslladar a Leipzig quan només comptava 15 anys durant dos anys, on probablement va tenir contacte amb el Cantor de l'Església de Sant Thomas Johann Sebastian Bach el 1748 i el 1749. Després va anar a Coburg i va ser alumne de J.K. Heller, més tard a Kanzlist a l'Abadia de Banz i organista al castell de Hohenstein, a prop de Coburg.
El 1751 i el 1752 treballà com a cantor a Walsdorf prop de Bamberg i des del 7 de novembre de 1752 com a cantor i professor a Mainstockheim .
Del 1752 al 1801, Johann Heinrich Zang va configurar la vida musical a Mainstockheim durant gairebé 50 anys. Va construir un cor musical, va escriure nombroses obres musicals i va treballar a través de publicacions i obres molt més enllà del petit poble com a mecanògraf, artista i expert en orgues.
Johann Heinrich Zang va morir el 18 d'agost de 1811 al Juliusspital de Würzburg.